# 오저
장사정왕 오저(長沙靖王 吳著, ? ~ 기원전 157년), 혹 오차(吳差), 오산(吳産)은 중국 전한 초의 인물로, 전한의 이성 제후국 장사국의 제5대 왕이다.

## 생애
장사공왕 8년(기원전 179) 혹은 9년(기원전 178), 아버지 공왕이 죽자 장사왕을 계승했다.
장사정왕 21년 또는 22년(기원전 157)에 죽었고, 아들이 없어 봉국은 폐지되었다. 이로써 전한의 이성제후왕은 완전히 없어졌다.

## 가계

### 관련 인물
- 오예